# Ralf D. Bode
Ralf Detlef Bode, meglio conosciuto come Ralf D. Bode (Berlino, 31 marzo 1941 – Los Angeles, 27 febbraio 2001), è stato un direttore della fotografia tedesco naturalizzato statunitense.

## Riconoscimenti
- Oscar alla migliore fotografia
  - 1981: candidato - La ragazza di Nashville

## Filmografia
- I bagni del sabato notte (Saturday Night at the Baths), regia di David Buckley (1975)
- La febbre del sabato sera (Saturday Night Fever), regia di John Badham (1977)
- Vestito per uccidere (Dressed to Kill), regia di Brian De Palma (1980)
- La ragazza di Nashville (Coal Miner's Daughter), regia di Michael Apted (1980)
- Lontano dal passato (Raggedy Man), regia di Jack Fisk (1981)
- Firstborn, regia di Michael Apted (1984)
- Sotto accusa (The Accused), regia di Jonathan Kaplan (1988)
- Due sconosciuti, un destino (Love Field), regia di Jonathan Kaplan (1992)
- Fuga per un sogno (Leaving Normal), regia di Edward Zwick (1992)
- Ritrovarsi (Safe Passage), regia di Robert Allan Ackerman (1994)
- Don Juan De Marco - Maestro d'amore (Don Juan DeMarco), regia di Jeremy Leven (1995)
- Un semplice desiderio (A Simple Wish), regia di Michael Ritchie (1997)
- Boys and Girls - Attenzione: il sesso cambia tutto (Boys and Girls), regia di Robert Iscove (2000)